# 科穆宁中兴
科穆宁中兴（英語：Komnenian restoration）指的是1081年阿萊克修斯一世即位到 1185 年安德羅尼卡一世去世期間拜占庭帝國在科穆宁王朝統治下的軍事、財政和領土的復興。在阿萊克修斯一世統治時期，帝國由於1071年的曼齊克特戰役中被塞爾柱突厥人擊敗而搖搖欲墜。帝國還受到羅伯特·吉斯卡爾的諾曼人的威脅，他們從意大利南部入侵巴爾幹半島。歷代皇帝也揮霍了君士坦丁堡的大量金銀，帝國的防禦已經崩潰，補缺的兵力也寥寥無幾。
儘管如此，科穆宁王朝的君主們還是成功地再次發揮了拜占庭在地中海世界的軍事和文化優勢。拜占庭東歐和西歐之間的關係蓬勃發展，體現在阿萊克修斯一世和後來的皇帝與十字軍的合作（阿萊克修斯在召集第一次十字軍東征方面發揮了重要作用）。分散而雜亂無章的拜占庭軍隊被重組為一支稱職的戰鬥部隊，被稱為科穆寧拜占庭軍隊。儘管在最後一位科穆寧皇帝安德羅尼卡一世於1185年去世後，帝國迅速衰敗，但科穆寧王朝的中兴仍代表著羅馬帝國1500年曆史的最後一個頂點。